# Habenaria quartiniana
Habenaria quartiniana är en orkidéart som beskrevs av Achille Richard. Habenaria quartiniana ingår i släktet Habenaria och familjen orkidéer. Inga underarter finns listade i Catalogue of Life.